# Patricia Greene
Patricia Greene Barros (Narvarte, Ciudad de México, 23 de septiembre de 1952) es una artista textil mexicana, que ha experimentado a lo largo de su carrera con diferentes técnicas y expresiones artísticas, como la escultura, cestería, mosaico, bordado y poesía. Su trabajo ha sido expuesto en diferentes recintos nacionales e internacionales, entre ellos, el Museo Rufino Tamayo y el Museo de Arte Moderno de la Ciudad de México, el Museo de Arte Contemporáneo en Santiago de Chile, y el Mexican Museum Fort Mason en San Francisco, California.

## Trayectoria
Fue en su adolescencia donde aprendió la primera técnica textil. Cuando entra a la escuela primaria católica, sus maestras le enseñan diferentes clases de bordado, y aunque en ese momento, sus compañeras y ella no diseñaban sus bordados, tenían que escoger entre los diferentes dibujos que se les ofrecían. No imaginó que los textiles terminarían dándole sentido y textura a su vida. 
De 1977 a 1979, estudió la técnica de alto liso, usando diferentes telares en el Centro Artesanal de la Unidad Independencia en la alcaldía Magdalena Contreras, con el maestro Felipe Jiménez.  Donde también aprendió teoría del color, dibujo y teñido con anilinas, lo que le abrió un mundo de creación y experimentación con diferentes texturas y colores.
En 1981, comenzó a estudiar cestería en la Escuela Técnica 25 de la SEP, en la Colonia Condesa, en la Ciudad de México. Técnica que la animó a realizar piezas para venta y así apropiarse de técnicas no sólo para expresión, si no como una forma de sustento. Una de las materias que cursó fue carpintería, lo que le permitió aprender a construir estructuras. Cuando culmina sus estudios en la escuela Técnica 25, sigue tejiendo en su casa-taller, utilizando el telar vertical, que le permite seguir jugando con las texturas. Sus tapices empiezan a tener más volumen y relieves.
En 1986 se muda a San Miguel de Allende, Guanajuato, donde por dos años sigue estudiando la técnica de bajo liso en El Nigromante, la Escuela de Bellas Artes de San Miguel de Allende. 
Durante todo el tiempo de aprendizaje en estas escuelas, sus maestros fueron sólo hombres, lo que es curioso, ya que en la tradición textil mexicana, diferentes culturas que ejecutan esta técnica (aunque no todas), asignan a las mujeres esta actividad,  pudiendo abrir un tema de reflexión y debate sobre quienes guardan el conocimiento y lo comparten en instituciones de educación formal.
Su referente para la creación y experimentación con el tejido es la polaca Magdalena Abakanowicz, quien en los años sesenta, crea tapices tridimensionales enormes, murales textiles con diseños abstractos que salen del diseño tradicional que prevalecía en México, en esos años. Y aunque sus profesores fueron hombres, la mayoría de sus compañeras tejedoras de su generación, fueron mujeres, quienes inspiradas por tejedoras como Abakanowicz y por las diferentes técnicas artísticas contemporáneas, dan un giro a la creación textil, experimentando con materiales nuevos y haciendo sus textiles dentro de otros formatos como las instalaciones.
En 1989 se muda a Austin, Texas, momento parteaguas en lo que refiere a una etapa de experimentación con materiales no tradicionales.  En México acostumbraba a trabajar con fibras naturales, algodón, lana, seda, cortezas, tiñéndolas con tintes naturales. Sin embargo cuando llega a Austin no es posible conseguir algunos de estos materiales, por lo tanto, para seguir trabajando tiene que idear otras maneras de hacerlo,  “pruebo de todo,  cuando llegué a Estados Unidos, no pude permitirme comprar lana o algodón. Entonces encontré alambre, soy una tejedora y escultora de alambre de cobre. Tengo mi propio lenguaje, mi propia voz”.
Fue en este periodo cuando realiza piezas de gran formato, y esculturas tridimensionales.
Al llegar a Austin comienza a dar servicio social voluntario en el Museo Mexic-Arte, uno de los primeros museos latinos en esa ciudad. Al principio hacía de todo, desde pintar paredes, trabajar en la tienda, entre otras tareas. A partir de sus creaciones textiles participa en exposiciones y en la enseñanza de diferentes proyectos y talleres. Hasta el 2016, es miembra activa dentro de las actividades de dicho museo.  Precisamente fue en este recinto que en 1995 la invitan a crear una obra para la exposición “Repensando a la Malinche” ("Rethinking La Malinche”) , en donde crea una pieza con diferentes técnicas como metal forjado, hojas de maíz y poesía. Gracias a la exhibición de esta pieza, la estación de radio comunitaria  91.7 KOOP de Austin, Texas, la contacta y la entrevista sobre su pieza y su trabajo. Es a partir de este suceso que ella se empieza a involucrar con un grupo de mujeres, la  “Women Collective”,  quienes hacían radio en esa estación y se enrola en varias actividades, trabajando con otras mujeres pintoras, activistas, poetas y bailarinas. Después de algunos años siguió colaborando con mujeres a través de WATER House (Woman Acces to Electronic Resources) , agrupación que se dedicaba a la educación a través de medios electrónicos que permitieran a las mujeres expresarse, donde había clases de radio, video, edición y uso de computadoras. Hasta el 2016 sigue participando con la poeta Tammy Gómez, en diversos proyectos.
En los años 90 en la Ciudad de México, Patricia Greene sigue vinculando su labor artística con el activismo, y participa junto con otros pintores en la toma del edificio Balmori, con la intención de preservar esta construcción de gran valor histórico y arquitectónico. Por lo tanto un grupo de artistas lo toma y lo ocupa a través del arte.
Después de la toma del Balmori, sigue ocupando espacios públicos para mostrar su arte: la explanada del Museo Nacional de Arte, el Parque México y el emblemático espacio para performances e instalaciones, al sur de la Ciudad de México, La Quiñonera. Esto permite sacar el arte de recintos tradicionales como el museo, y acerca su trabajo a otras personas.
Es importante remarcar su interés por la ecología y la integración de la naturaleza con el arte, eso puede verse en sus esculturas. En 1996 exploró la calidad del agua, a través de The Wather Journal, Greene con un grupo de adolescentes hicieron pruebas del agua de Austin por impurezas, usando cromatografía, creando una instalación para Mexic-Arte Museum. En 1997, con una beca otorgada por el Cultural Contracts City of Austin, construye Life Scape, tres arcos de gran formato construidos con madera de árboles que el gobierno de la ciudad cortó para la construcción de una autopista; en el Día de la Tierra, los niños y niñas del barrio plantaron enredaderas alrededor de la estructura formando una escultura viva.  Incursiona también en los mosaicos, creando con niños y niñas caminos en los jardines de las escuelas. En el año 2000 realiza Nuestra Visión, mural de mosaico elaborado con niñas y niños de primaria, localizado en la cafería de Rodríguez Elementary.
Desde el año 2000 hasta el 2018, Patricia Greene, divide su vida entre dos países, reside la mitad del año en Austin y la otra mitad en la Ciudad de México, a pesar de que la enseñanza, la creación y aplicación de proyectos parece más activa en Austin, en la Ciudad de México también se ha involucrado con diferentes grupos de tejedoras, para participar en exposiciones, bienales y creación de piezas. Una de estas colectivas es el AMAT (Agrupación de Mujeres del Arte Textil). Ha trabajado y expuesto con otras mujeres artistas como Gerda Hansberg, Patricia Robles y Marcela Gutiérrez.
Su trabajo en el arte es amplio, se ha dedicado a aprender diversas técnicas y materiales y experimentar con ellos, reciclándolos, “Como tejedora he explorado diferentes técnicas que me han llevado a investigar y experimentar con una gran diversidad de materiales desde fibras naturales, plástico, alambres, mangueras, papel y metal rompiendo los conceptos tradicionales del Arte Textil. Mis instalaciones y esculturas hechas con materiales reciclados, sean naturales u objetos encontrados, son reflexiones internas que como palabras hilvanadas van narrando mi ejercicio diario de observación, metáforas de la condición humana”
Por varios años, se le otorgaron numerosas becas y residencias a través del Texas Art Comission, el Austin Museum of Art- Jones Center y Mexic-Arte Museum, lo cual le permitió compartir este conocimiento con grupos de niños, niñas, adolescentes y adultos creando, diseñando y coordinando proyectos colectivos. Ha hecho escenografía y vestuario para los proyectos de la poeta Tammy Gómez, escribiendo poesía y haciendo instalaciones, recordando lo que alguna vez le dijo Abakanowicz, en una exposición en Texas en donde tuvo oportunidad de conocerla “No te quedes sólo en los textiles, tienes que explorar en otras disciplinas".
Su obra de escultura aparece en el libro Desnudo y Arte de Eli Barta. Así como en el libro de Gary D. Keller y Amy Phillips Triumph of Our Communities: Four Decades of Mexican American Art , libro que rinde homenaje a las organizaciones artísticas que han promovido el arte mexico-americano y han servido como centros de educación artística para sus comunidades.
Desde el 2018, Patricia Greene se establece en Tepoztlán, Morelos. 

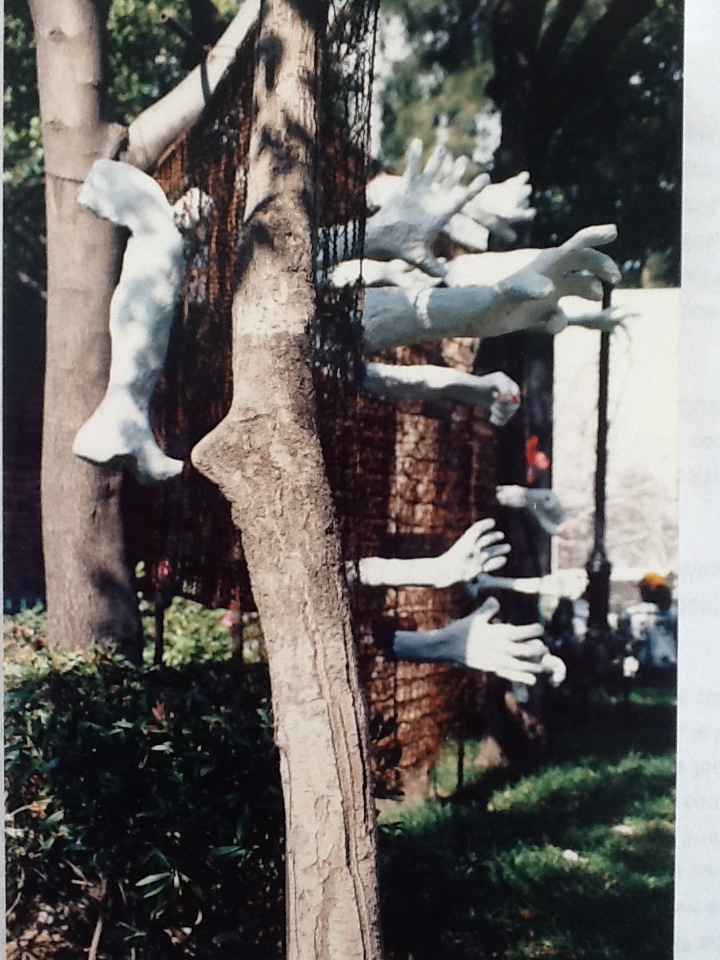
"De Paso" Escultura en correalización con Gerda Hansberg Instalación "Toma de las Vizcaínas", Plaza de las Vizcaínas, Ciudad de México.

## Exposiciones (selección)

### Individuales
- E-mer-gent . Barton Fine Art Gallery. Pulaski, Tennessee, 2013

- Catarsis. Centro Cultural Flores Magón, Oaxaca de Juárez, Oaxaca,1993

- Inner Wavings. Foro Directions Gallery, Austin, Texas, 1991

- Evocaciones. Foro Cultural Coyoacanense, Ciudad de Méxic, 1990

### Two Person Show
- Caminos compartidos/ Shared paths. Mexican American Center MACC, Austin, Texas,  2014
- Uncofined weaving. Julia Butride Gallery, Austin, Texas, 2002
- Two women at, Primary Object Gallery. Blue Star Complex, San Antonio, Texas,1996

### Colectivas
- Lotería de artistas. Museo de Artes Populares, Ciudad de México, 2018
- East Studio Tour. Austin, Texas, 2016
- People's Gallery. City Hall, Austin, Texas, 2015
- Nude Self Portraits. Exposición virtual en el Museo de Mujeres museodemujeres.com, 2014

- Zoompantli, Antiguo Palacio del Arzobispado, Ciudad de México, 2012
- Generaciones VI, Bienal de Arte Textil, Sala Ollin Yoliztli, 2011
- Salón de reciclado VI, Bienal de Arte Textil, Centro de las Artes de San Agustín, Oaxaca, 2011 Latitudes Fragmentadas, Casa de la Cultura Jesús Reyes Heroles, Ciudad de México.

- Toma de las vizcaínas, Instalación, Plaza de las Vizcaínas, Ciudad de México, 2004

- Encuentro Internacional de Miniatura Textil, Museo de Arte Carrillo Gil, Ciudad de México, 2004
- Miniatura Textil contemporánea, Museo Rufino Tamayo, Ciudad de México, 1991

- La toma de Balmori, Instalación, Edificio Balmori, Ciudad de México, 1990

## Becas
- Nuestra Visión, Mural de mosaico 1.5 m. x 6 m., Rodríguez Elementary, Austin, Texas, 2000
- Alamo Sculpts, 3x 1.20 x 1.20 m. Escultura de ferrocemento, Alamo Recreation Center, Austin, Texas, 1999
- Texas History Path, Sendero de mosaico, Menchaca Elementary, Austin, Texas, 1998
- Life Scape, Escultura ecológica Metz Recreation Center, Austin, Texas, 1997

## Premios
- Primer lugar Time Capsule,  Artplex Gallery, Austin, Texas, 2000

## Residencias
- Port Salermo Elementary, Stuart, Florida, 2015
- Austin Museum of Art y Texas Art Commission, Dos residencias una en el año 1998 y la otra en el año 2002
- Boelsche Rueb Foundation, Marfa, Texas, 2002
- New Braunfels Museum, New Braunfels, Texas, 2000
- Waco Art Center, Waco, Texas, 1998

## Proyectos Especiales
- La catrina mojiganga, Comisión para Mexic-Arte Museum, Austin, Texas, 2016
- She: Bike/ Spoke/ Love, Asistente de director (Tammy Gómez), escenografía, diseñadora de vestuario, Mexican American Center, Auxtin, Texas, 2012
- Undercurrents, Mural de mosaico. Comisión Privada, Austin, Texas, 2001
- Womanature, Escenografía para Toni Bravo Kinesis Dance Co. Austin, Texas, 1998
- Decoración Navideña, The White House, Washington D. C., 1998